# Трабандт, Август Вильгельм
А́вгуст Вильге́льм Траба́ндт (нем. August-Wilhelm Trabandt; 1891—1968) — немецкий военачальник, командовавший в чине штандартенфюрера СС боевой группой «Трабандт», которая принимала активное участие в сражениях против советских войск на Днепре.

## Биография
Родился 21 июля 1891 год в Шпандау (административный округ Берлина). А. В. Трабандт принимал участие в Первой мировой войне, где получил ранение.
1 ноября 1933 года — 1 июля 1935 года — был членом СА;
Ноябрь 1934 года — получил звание штандартенфюрер СА.
7 мая 1936 года — получил звание гауптштурмфюрера СС, стал членом СС № 21885;
9 ноября — получил звание штурмбаннфюрера СС;
20 апреля 1938 года — получил звание оберштурмбаннфюрер СС.
12 августа 1939 года — стал членом НСДАП (билет № 7035171);
11 мая 1940 года — получил звание штандартенфюрера СС;
Июль 1940 года — отозван с фронта в Германию (за аферу с шампанским в мае 1940 года во Франции);
10 августа 1940 г. — 19 мая 1942 года — временно находился на службе в Отделе комплектования войск СС (отдел BI).
Сентябрь 1941 года — обвинён в разграблении украденных товаров во время исполнения служебных обязанностей;
12 августа 1942 года — исключён из рядов СС. 19 августа 1942 года Й. Дитрих написал письмо рейхсфюреру СС с призывом о проявлении милосердия к Трабандту.
24 октября — восстановлен в рядах СС и направлен на фронт в ранге гауптштурмфюрера;
25 октября — во главе батальона воевал против партизан в «Руссланд-Митте» (под Псковом);
15 сентября 1943 года — назначен командиром 39-го моторизованного полка СС;
8 ноября 1943 года — получил звание оберштурмбаннфюрера СС;
9 ноября — получил звание штандартенфюрера СС;
18 октября — 24 января 1944 года — назначен командиром 1-й моторизованной бригады СС;
Ноябрь 1943 года — командовал СС-«камфгруппе Трабанд»;
Декабрь 1943 года — в ходе операции «Николаус» разгромил советские соединения на Днепре;
25 января 1944 г. — 3 января 1945 года — был во главе командования 18-й дивизии СС «Хорст Вессель»;
1 июля 1944 года — получил звание оберфюрера СС;
Февраль 1945 года — командовал школой «Прозечниц»;
20 апреля — получил звание бригадефюрера СС и генерал-майора войск СС;
Апрель — 8 мая — командовал 31-й дивизией СС;
Май 1945 года — взят в плен советскими войсками;
1954 год — передан ФРГ;
Скончался 19 мая 1968 года в городе Аренсбург (около Гамбурга)

## Награды
- Пряжка к Железному кресту 2-го класса — 25 сентября 1939 года;
- Пряжка к Железному кресту 1-го класса — 25 сентября 1943 года;
- Немецкий крест в золоте — 22 октября 1943 года
- Рыцарский крест Железного креста — 6 января 1944 года.